# Bonnya
Bonnya é um município da Hungria, situado no condado de Somogy. Tem 14,62 km² de área e sua população em 2019 foi estimada em 250 habitantes.